# زمین‌لرزه ۲۰۱۵ نپال
در تاریخ ۲۵ آوریل ۲۰۱۵ میلادی و مقارن با ساعت ۱۱:۵۶ به وقت محلی، زمین‌لرزه‌ای به بزرگی ۷٫۹ ریشتر نپال را لرزاند، مرکز این زمین‌لرزه در حدود ۲۹ کیلومتری جنوب‌شرق لامجونگ نپال و کانون آن در عمق ۱۵ کیلومتری سطح زمین بوده است. این زمین‌لرزه قویترین زلزله پس از زمین‌لرزه بیهار در سال ۱۹۳۴ محسوب می‌شود. زمین لرزه باعث سقوط بهمن در اورست هم شد که در اثر آن دست کم ۱۸ نفر کشته و ۶۱ نفر هم زخمی شدند. این زلزله در حالی اتفاق افتاد که یک هفته قبل از آن، نزدیک به ۵۰ کارشناس زلزله از نقاط مختلف جهان کنفرانسی در کاتماندو برگزار کردند که هدف آن آمادگی برای وقوع زمین‌لرزه و بهبود شرایط ساختمان‌سازی در این شهر اعلام شده بود. گروه‌هایی از بیش از ۲۰ کشور مختلف از جمله ژاپن، فرانسه، نروژ و اسرائیل برای نجات قربانیان زلزله نپال تلاش می‌کنند.

## تلفات
مقامات نپال در تاریخ ۱۴ اردیبهشت ۱۳۹۴ تعداد کشته شدگان در زلزله را بیش از ۷۳۰۰ نفر اعلام کردند. شهر کاتماندو تراکم جمعیت بالایی دارد و مسائل ایمنی در ساخت بسیاری از ساختمان‌هایش رعایت نشده است. این زمین‌لرزه در عین حال بیش از ۱۰۰ قربانی از کشورهای هند و چین گرفته که در مجاورت نپال قرار دارند.

## مفقود شدگان
دیپلمات‌ها گفته‌اند که از سرنوشت حدود هزار شهروند اروپایی بعد از زلزله نپال اطلاعی در دست نیست. گردشگران اروپایی اغلب برای کوهپیمایی به اورست می‌روند که در آن احتمال سقوط بهمن وجود دارد. تیم‌های نجات امکان دسترسی به بسیاری از نقاط زلزله زده کوهستانی را ندارند. در کل بیش از ۱۰۰۰۰ نفر مفقود شدند که ۸۲ نفر از اتباع خارجی نیز در بین آنها هستند.

## خسارات مالی
وزیر اقتصاد نپال رام شاران ماهات در تاریخ جمعه ۱۱ اردیبهشت ۱۳۹۴ اظهار داشت که برای بازسازی خانه‌ها، بیمارستان‌ها، دفاتر دولتی و اماکن تاریخی که به خاطر زلزله اخیر در این کشور ویران شده‌اند، حداقل دو میلیارد دلار لازم است. پیش از این سازمان ملل متحد اعلام کرده بود که به خاطر زلزله بیش از ۱۳۰ هزار خانه ویران شده‌اند.

## ویرانی بناهای باستانی
زلزلهٔ نپال به ویرانی ده‌ها بنای باستانی، معبد و زیارتگاه تاریخی این کشور انجامید و ازجمله به میدان‌های دربارهای قدیمی این کشور آسیب زد.
در تاریخ ۱۲ اردیبهشت ۱۳۹۴ «کریستیان مانهارد»، نمایندهٔ سازمان یونسکو در نپال در مصاحبه‌ای با رادیو آلمان اعلام کرد که بازسازی این آثار قدیمی امکان‌پذیر است. وی تأکید کرد که هزینهٔ بازسازی «قطعاً چندین میلیون یورو، شاید حتی به ۱۰۰ میلیون یورو برسد.»

## جابجایی شهر کاتماندو و تاثیر بر قله اورست
پژوهشگران دانشگاه کمبریج اعلام کردند بر اثر این زمین لرزه شهر کاتماندو سه متر به سمت جنوب جابجا شده است.
نپال اعلام کرده‌است که کوه اورست را دوباره اندازه‌گیری خواهد کرد، چون پس از زمین‌لرزه ویرانگر آوریل ۲۰۱۵ در منطقه احتمال دارد ارتفاع آن تغییر کرده باشد. مسئولان این کشور گفته‌اند در اندازه‌گیری قبلی ارتفاع کوه اورست ۸۸۴۸ متر بوده اما ممکن است به جز تغییر ارتفاع، موقعیت جغرافیایی آن هم تغییر کرده باشد.